# Bottle (веб прилог)
Bottle је WSGI микровеб-прилог за програмски језик Пајтон. Дизајниран је да буде брз, једноставан и лаган, и дистрибуиран је као модул једног фајла без зависности осим Пајтонове стандардне библиотеје. Исти модул се покреће са Пајтоном 2.5+ и 3.x.
Нуди отпрему захтева (путања) са подршком параметра URL, шаблона, базом података кључева, уграђеног веб сервера и адаптера за многе WSGI/HTTP-серверске и шаблонске енџине трећих лица.
Дизајниран је да буде лаган, и да омогући програмирање веб апликација да буде лако и брзо.

## Могућности
- Један фајл који покреће и Пајтон 2.5+ и 3.x
- Може бити покренут као самостални веб сервер или бити коришћен у позадини ("уграђен на") било ког веб сервера који подржава WSGI
- Уграђени шаблонски енџин назван SimpleTemplate енџин
- Подршка за JSON податке клијента (за ReST и JavaScript клијенте)
- Додаци за популарне базе података и продавнице кључева/вредности и осталих могућности[5]

## Пример
Једноставан "Hello World!"
```
from
 
bottle
 
import
 
route
,
 
run
,
 
template

@route
(
'/hello/<name>'
)

def
 
index
(
name
):

    
return
 
template
(
'<b>Hello {{name}}</b>!'
,
 
name
=
name
)

run
(
host
=
'localhost'
,
 
port
=
8080
)

```